# Phryxe maesta
Phryxe maesta là một loài ruồi trong họ Tachinidae.